# Richard Vyškovský
Richard Vyškovský (* 13. Juli 1929 in Wien, Österreich; † 1. August 2019) war ein tschechischer Architekt. Er wurde vor allem als Autor von Kartonmodellen bekannt, die seit 1969 in der Jugendzeitschrift ABC veröffentlicht wurden. Dutzende Modelle verschiedener Sparten (Autos, Schiffe, Architektur etc.) wurden in diversen Verlagen veröffentlicht. 2019 wurden 575 verschiedene veröffentlichte Modelle sowie 17 unveröffentlichte Konstruktionen gelistet.
Seit 1953 arbeitete er für die Rekonstruktion historischer Städte und Gebäude (SÚRPMO).
Wegen der schwierigen Beschaffung von Matchbox-Modellen in der Tschechoslowakei beschloss er, ein ähnliches Modell aus Papier zu konstruieren. Er wählte als Modell einen Packard Landaulet, den er in Zusammenarbeit mit Pavel Blecha im Jahr 1969 fertigstellte. In den folgenden Jahren entstanden zahlreiche Modelle von Vyškovský/Blecha, die auch in der Zeitschrift ABC veröffentlicht wurden. 1976 erschien sein erstes allein entwickeltes Modell, ein  Formel-1-Ferrari 312-T2 Niki Lauda für ABC. Seit 1997 erschienen auch Modelle von ihm bei ERKOtyp, dessen Miteigentümer und Geschäftsführer sein Sohn Richard ist.